# D.O.N.S.
D.O.N.S. (Designer on Sound) (wł. Oliver Goedicke) – niemiecki DJ i producent.
Obecny jest na scenie muzycznej od 1996 roku. Współtworzył projekt Warp Brothers oraz produkował hity dla między innymi 200 °C, Brain Twins, Disco Nation czy Johna Morleya. Znany jest ze współpracy z triem DBN oraz amerykańską wokalistką Terri Bjerre znaną jako Terri B!. Tworzy głównie w klimatach house. W głównej mierze bazuje na coverach.

## Kariera
Zadebiutował singlem „Drop The Gun”. Nagraie szybko stało się klubowym przebojem, wkraczając nawet na popularną listę przebojów. W rok później D.O.N.S. powrócił z własną wersją przeboju Technotronic z 1989 roku – „Pump Up The Jam”. Utwór osiągnął ogromną popularność, a promowany był przez takie gwiazdy, jak Roger Sanchez, Pete Tong czy Eric Morillo.
Kolejne produkcje konsekwentnie podbijały parkiety najgorętszych klubów całego świata, na czele z Ibizą, a artysta cieszył się wielkim uznaniem.
Obecnie Ollie oprócz produkowania muzyki i grania na imprezach, zajmuje się własną firmą Unlimited Sounds GmbH, do której należą między innymi labele Kingdom Kome Cuts, Dos or Die oraz Kingdom Kome Black. Był ponadto rezydentem we angielskiej rozgłośni radiowej BBC Radio 1, gdzie prowadził swój własny program D.O.N.S. in the Mix emitowany w każdy piątek we francuskiej rozgłośni radiowej Radio FG (wiosną 2009 przeniesiony został na sobotę, latem na niedzielę, jesienią na poniedziałek). 14 grudnia 2009 roku miała miejsce ostatnia audycja programu.

## Dyskografia

### Albumy
- 2010: „Design On Sound”

### Single
- 1996: „Drop The Gun”
- 1997: „Pump The Jam”
- 1997: „Pump Up The Jam” (feat. Technotronic)
- 1997: „Underwater Love” (Smoke City feat. D.O.N.S.)
- 1998: „Jack To The Sound Of The Underground (No Good)” (vs. Hithouse)
- 1999: „Ritmo Infernal (La Fiesta)”
- 2000: „Sputnik”
- 2001: „Sharp As a Knife”
- 2005: „Pump Up The Jam 2005”
- 2006: „Big Fun” (feat. Terri B! vs. Inner City)
- 2007: „Supernatural Love” (feat. Gloria Gaynor)
- 2008: „The Nighttrain” (feat. DBN & Kadoc)
- 2008: „Oh La La La” (pres. John Morley feat. Terri B!)
- 2009: „You Used To Hold Me” (feat. Terri B! vs. Ralhpi Rosario & Xaviera Gold)
- 2009: „Somebody Else's Guy 2009” (vs. Jocelyn Brown)
- 2009: „Breathe Into Me” (feat. Luke Parkin & Moira)
- 2009: „Earth Song” (vs. Michael Jackson)
- 2010: „Drop The Gun (Just Begun)”
- 2010: „Groove On” (feat. Jerique)
- 2010: „Open Your Eyes” (feat. Mikael Weermets & K.O.)
- 2010: „Rollin' Deep” (& Shahin feat. Seany B.)

### Remixy
2005:
- Masterboy – Porque Te Vas
- Warp Brothers feat. Red Monkey – Blade

2006:
- Dero – Dero's Illusion
- Limahl – Tell Me Why
- Melissa Tkautz – The Glamorous Life
- Noferini – C’mon
- Northcutz – Ass Kickin'
- Rokk & Senkbeil – Der Leiermann
- Royal Gigolos – Self Control
- Royal Gigolos – Somebody's Watching Me
- Yves Larock vs. Discokidz – Something On Your Mind

2007:
- Bob Sinclar pres. Fireball – What I Want
- Dave Armstrong & Redroche feat. H-Boogie – Love Has Gone 2007
- F & Martinengo feat. TK – Let’s Go Out Tonight
- Greg Cerrone feat. Claudia Kennaugh – Invincible
- Jerk & Bastard feat. Inusa – Rebel Music
- John Dahlbäck – Everywhere
- Scanners – Feeling Good

2008:
- City Life feat. DD – San Francisco
- Damian Wilson feat. Ann Bailey – Can You (Take Me Away)
- Dirty South feat. Rudy – Let It Go
- DJ Antoine – Underneath
- Eddie Thoneick – Freak 'n You
- Eddie Thoneick – I Wanna Freak U
- Fish & Chips vs. Feel Good Productions – Bouncing In Draut
- Inaya Day pres. Antoine Dessante – U
- Jerry Ropero feat. Cozi – The Storm
- John Dahlbäck – Blink
- Kid Cudi vs. Crookers – Day'n'Nite
- Klaas – Feel The Love
- Laurent Wolf feat. Mod Martin – Seventies
- Luis Lopez feat. Celia – You'll Be Mine
- Markus Gardeweg feat. Michael Feiner – Fairplay (Let There Be Love)
- Milk & Sugar feat. Roxanne Wilde – No No No
- Niki Belucci – Get Up
- Reel 2 Real – I Like 2 Move It 2008
- Robbie Rivera feat. Rooster & Peralta – Move Move
- Robert Livesu & DJ Eako feat Geneiva Hallen – Hold Your Head Up High
- Roger Sanchez pres. Transatlantic Souls – Release Yo'self
- Steve Mac – Paddy's Revenge
- Sunloverz feat. Miss Bunty – Show Me
- Syke'N'Sugarstarr feat. Ce Ce Rogers – No Love Lost
- The Montanas & DJ Roland Clark – Music Talking
- Those Usual Suspects – Greece 2000

2009:
- Alchemic Strom vs. Microsillon – Rhythm
- Calvin Bosco & Chris Bekker feat. Giorgio Mordoder – The Chase
- Cascada – Fever
- Chuckie – Aftershock (Can’t Fight The Feeling)
- Cidinho & Doca – Rap Das Armas
- David Vendetta – I Hope She Turns Around
- DJ Sammy & Majorkings – 4Love
- DLG vs. Eric Morillo – Where Are You Now?
- Fireball – My Name Is Fireball
- Greg Cerrone feat. Andy P – Taking Control Of You
- Indo – R U Sleeping?
- Junior Caldera feat. Elan – The Way
- Marco Petralia feat. Taleen Marie – Breaking All The Rules
- Morjac & Fred Falke feat. Sarah Tyler – When We're Together
- Lissat & Voltaxx – Droid
- Roland & David Montecelo – Evil
- Ron Caroll & Superfunk – Lucky Star 2009
- Royaal'N'Black feat. Brian B – Come Home
- Second Life feat. Majuri – A Second Chance
- Sidekick – Deep Fear
- The Playin Stars feat. Romanthony – You Needed Me
- Together – Hardcore Uproar 2009
- Veerus & Maxie Devine – Fujiko
- Yves Larock feat. Steve Edwards – Listen To The Voice Inside

2010:
- ATB – What About Us?
- Brick City – Rumba Magic
- Groove Phenomenon – Non, Je Ne Regrette Rien
- Housequake – People Are People
- Jason Chance – That Rhythm
- Kid Shakers – El Gringo
- Mekki Martin feat. Big John – Over The Top
- Mid-Week Shopping Club – Ghetto Star
- Milk & Sugar feat. Ayak & Lady Chann – Crazy
- Miss Jane – It’s a Fine Day 2010
- Rene Amesz & Baggi Begovic – Without Love
- Sabién & Alim feat. Jérique – Naughty
- Tanja La Croix – Need More
- The Disco Boys – I Surrender
- The Underdog Project – Summer Jam
- The Wanted – All Time Low